# Agnes av Périgord
Agnes av Périgord, död 1345, var en fransk adelskvinna. Hon var hertiginna av Durazzo 1332–1336, gift 1321 med Johan av Durazzo.
Hon blev känd för sin politiska verksamhet. År 1343 arrangerade hon kidnappningen av Neapels tronarvinge Maria av Kalabrien och tvingade denna att gifta sig med hennes son för att ge sin familj åtkomst till tronföljden i Kungariket Neapel. 